# Ariel Sganga
Ariel Sganga (Buenos Aires,  25 de fevereiro de 1974) é um judoca argentino, que conquistou a medalha de bronze na categoria meio-médio, de até 81 quilos, nos Jogos Pan-americanos de 2003, em Santo Domingo, na República Dominicana. Defendeu as cores da bandeira argentina nos Jogos Olímpicos de Verão de 2004, em Atenas, na Grécia.
Aos 35 anos, Ariel faturou o ouro na quarta edição do campeonato mundial de judô, organizado pela Federação Internacional de Judô, em Miami.